# Saxifraga deqenensis
Saxifraga deqenensis är en stenbräckeväxtart som beskrevs av Cheng Yih Wu. Saxifraga deqenensis ingår i Bräckesläktet som ingår i familjen stenbräckeväxter. Inga underarter finns listade i Catalogue of Life.